# 225. Infanterie-Division (Wehrmacht)
Die 225. Infanterie-Division war ein militärischer Großverband der Wehrmacht im Deutschen Reich.

## Geschichte

### Aufstellung
Die Division wurde 1935 durch den Landwehr-Kommandeur Hamburg aufgestellt, in den folgenden Jahren ausgebildet und am 26. August 1939 als Division der 3. Aufstellungswelle mobilisiert.

### Westwall
Während des Überfalls auf Polen blieb die Division zur Sicherung am Westwall stationiert.

### Verlegung auf den TrÜbPltz Sennelager
Januar 1940 verlegte die Division nach Sennelager bei Paderborn, wo sie verstärkt und ausgebildet wurde.
März 1940 verlegte die Division als Reserve in den Raum Dortmund-Unna.

### Fall Gelb
Nach Beginn des Westfeldzugs im Mai 1940 kam die Division zunächst in den Niederlanden und Belgien zum Einsatz.

### Kriegsverbrechen: Massaker von Vinkt
Als die Division am 27./28. Mai 1940 beim Dorf Vinkt in heftige Gefechte mit belgischen Truppen geriet, griffen die örtlichen Führer zu Geiselnahmen und -erschießungen, die zum Tod von unschuldigen Zivilpersonen führten und als Massaker von Vinkt bekannt wurden. Nach dem Krieg wurden die Offiziere Major Erwin Kühner und Leutnant Franz Lohmann als Kriegsverbrecher zu mehrjähriger Zwangsarbeit verurteilt.

### Besatzungstruppe Frankreich
Vom Juni 1940 bis zum Herbst 1941 war die Division Teil der Besatzungstruppen in Frankreich.

### Verlegung an die Ostfront
Im Januar 1942 verlegte die Division an die Ostfront.

### Demjansk
Es folgten Kämpfe im Frühjahr 1942 um den Kessel von Demjansk bis zu dessen Räumung im Februar 1943.
Die Division nahm an den Kämpfen am Wolchow und an der Leningrader Blockade teil.

### Eingliederung der Masse der 9. Lw-Feld-Div
Am 20. Februar 1944 wurden zur Auffüllung große Teile der 9. Luftwaffen-Feld-Division eingegliedert.

### Kurland
Im Herbst 1944 geriet die Division im Rahmen der Heeresgruppe Nord in den Kurland-Kessel, wo sie bis zur Kapitulation Deutschlands am 8. Mai 1945 kämpfte.

### Kapitulation
Danach geriet sie in sowjetische Gefangenschaft.

## Gedenkstätten

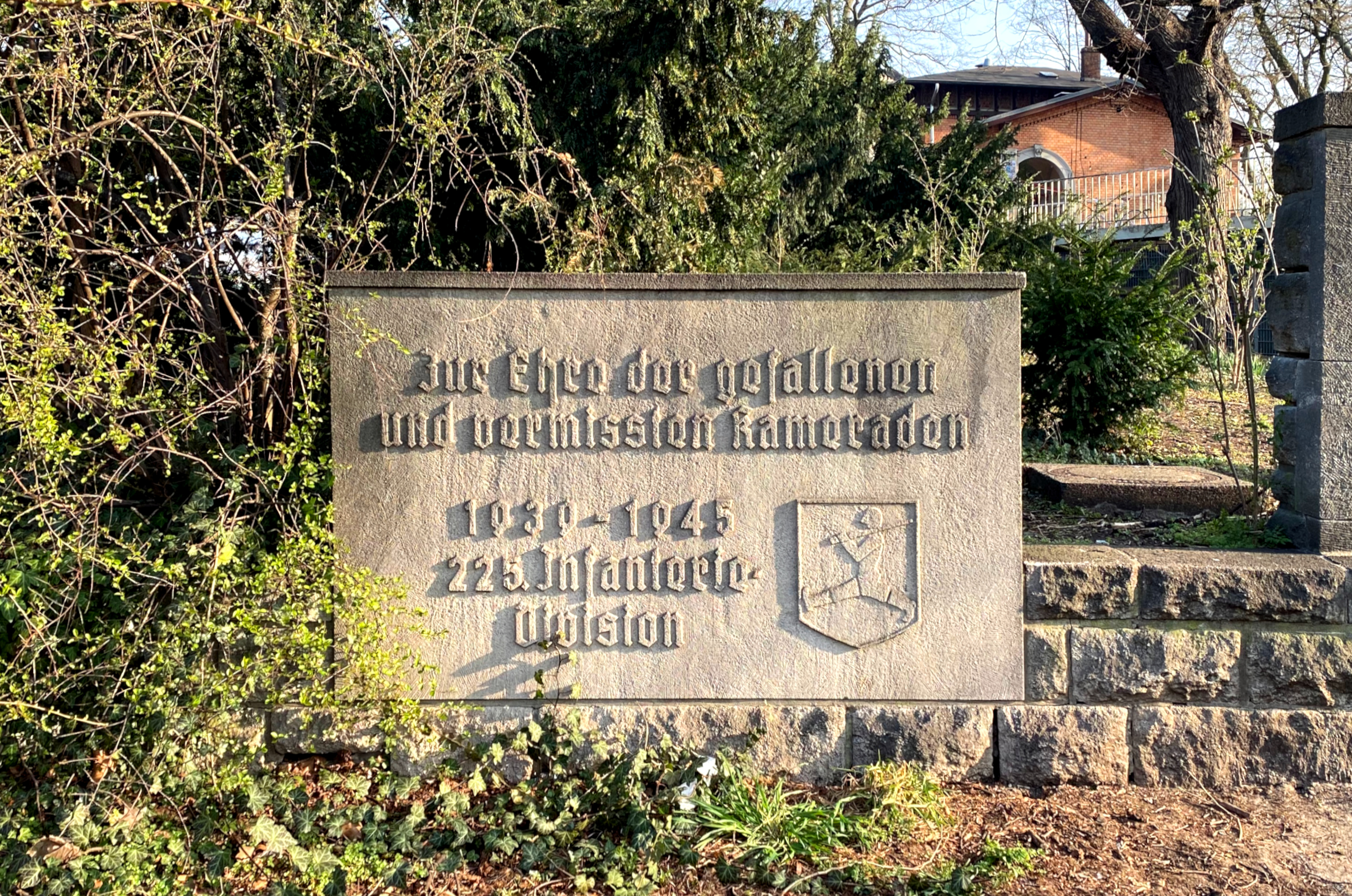
Gefallenendenkmal am Dammtor, 225. Infanterie-Division

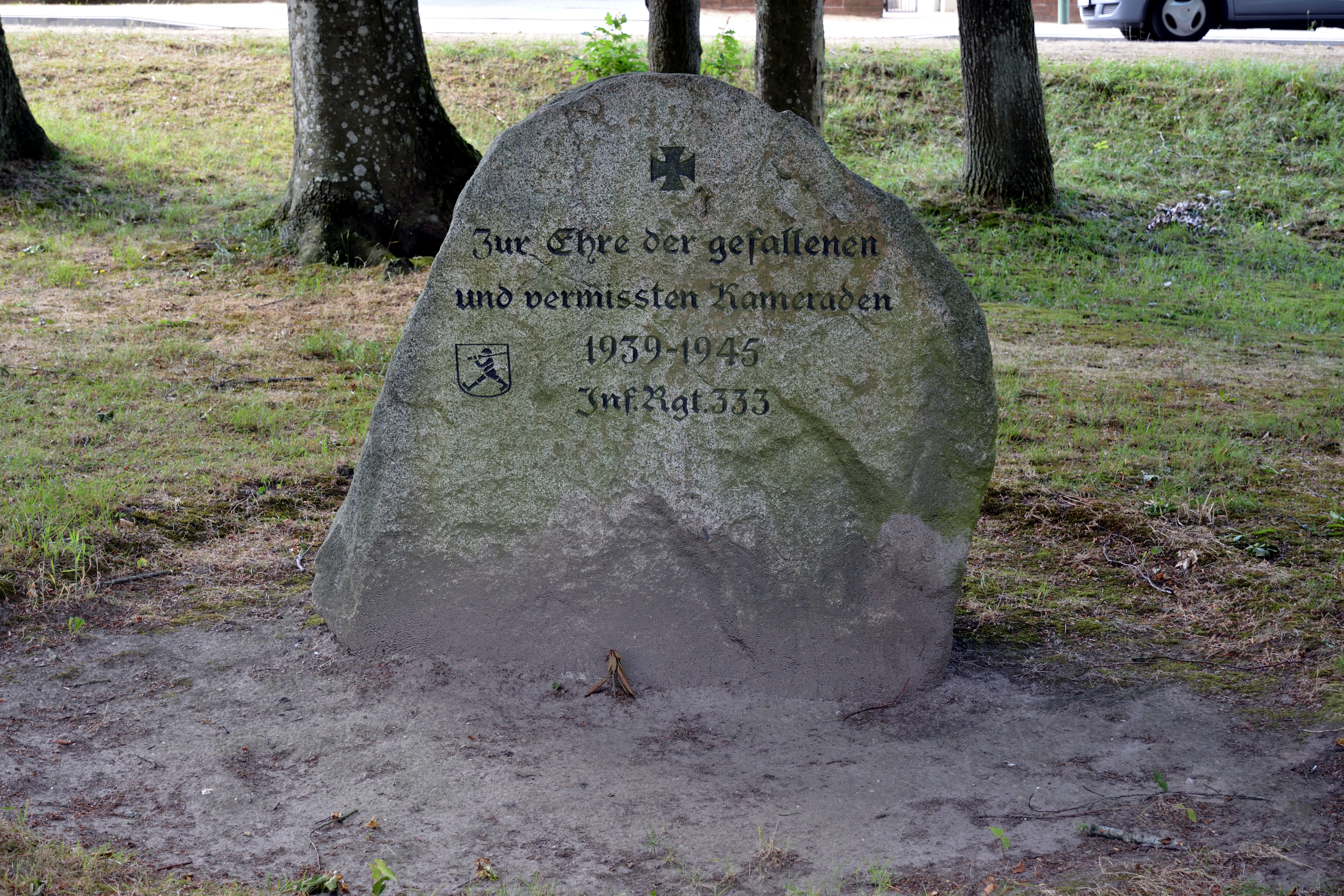
Denkmal an das 333. Infanterie-Regiment

- Ein Ehrenmal zum Gedenken der Gefallenen und Vermissten der Division wurde 1959 am Dammtor-Bahnhof in Hamburg errichtet.[2]
- In Schleswig-Holstein, Albersdorf, existiert ein Denkmal, welches dem Andenken des 333. Infanterie-Regimentes gewidmet wurde.

## Unterstellung und Einsatzräume
| Datum          | Korps    | Armee                  | Heeresgruppe | Einsatzraum     |
| -------------- | -------- | ---------------------- | ------------ | --------------- |
| September 1939 | Reserve  | 5. Armee               | C            | Aachen          |
| Oktober 1939   | XXVII.   | 4. Armee               | B            | Aachen          |
| Dezember 1939  | XXVII.   | 6. Armee               | B            | Aachen          |
| Mai 1940       | Reserve  | 6. Armee               | B            | Kleve           |
| Juni 1940      | Reserve  | 18. Armee              |              | Flandern        |
| Juli 1940      | XXXXII.  | 16. Armee              | A            | Flandern        |
| August 1940    | V.       | 16. Armee              | A            | Flandern        |
| September 1940 | XXIII.   | 16. Armee              | A            | Flandern        |
| November 1940  | XXXXII.  | 16. Armee              | A            | Reims           |
| Januar 1941    | XXXXII.  | 16. Armee              | A            | Le Havre        |
| Februar 1941   | XXXXIII. | 9. Armee               | D            | Le Havre        |
| Mai 1941       | XXXII.   | 15. Armee              | D            | Amiens          |
| Januar 1942    | Reserve  |                        | Nord         | Riga            |
| Februar 1942   | L.       | 18. Armee              | Nord         | Wolchow         |
| Mai 1942       | L.       | 18. Armee              | Nord         | Leningrad       |
| Oktober 1942   | L.       | 11. Armee              | Nord         | Leningrad       |
| November 1942  | L.       | 18. Armee              | Nord         | Leningrad       |
| Januar 1943    | II.      | 16. Armee              | Nord         | Demjansk        |
| März 1943      | X.       | 16. Armee              | Nord         | Ilmensee        |
| Juni 1943      | XXVIII.  | 16. Armee              | Nord         | Wolchow         |
| September 1943 | XXVI.    | 16. Armee              | Nord         | Leningrad       |
| Oktober 1943   | LIV.     | 18. Armee              | Nord         | Leningrad       |
| Januar 1944    | LIV.     | 18. Armee              | Nord         | Leningrad, Luga |
| März 1944      | XXVI.    | 18. Armee              | Nord         | Narwa           |
| Juli 1944      | Kleffel  | 16. Armee              | Nord         | Dünaburg        |
| August 1944    | XXXXIII. | 16. Armee              | Nord         | Livland         |
| Oktober 1944   | XXXIX.   | Armeeabteilung Kleffel | Nord         | Kurland         |
| November 1944  | XXXVIII. | 18. Armee              | Nord         | Kurland         |
| Dezember 1944  | Tomschki | 18. Armee              | Nord         | Kurland         |
| Januar 1945    | I.       | 18. Armee              | Kurland      | Kurland         |
| Februar 1945   | II.      | 18. Armee              | Kurland      | Kurland         |
| März 1945      | L.       | 18. Armee              | Kurland      | Kurland         |
| April 1945     | I.       | 18. Armee              | Kurland      | Kurland         |

## Gliederung
- Infanterie-Regiment 333
- Infanterie-Regiment 376
- Infanterie-Regiment 377
- Artillerie-Regiment 225
- Divisions-Einheiten 225

## Personen

### Kommandeure
| Datum              | Dienstgrad      | Name                       |
| ------------------ | --------------- | -------------------------- |
| 1. September 1939  | Generalleutnant | Ernst Schaumburg           |
| 1. Juli 1940       | Generalleutnant | Friedrich-Karl von Wachter |
| 1. Juni 1941       | Generalleutnant | Hans von Baße              |
| 25. September 1942 | Generalleutnant | Walter Risse               |

### Weitere Personen
- Oskar von dem Hagen, Oberst und Kommandeur des Infanterie-Regiments 376, am 17. Mai 1940 in Putte bei Antwerpen gefallen. Nachträglich wurde er mit Wirkung zum 1. Mai 1940 zum Generalmajor befördert.